# Oscillateur harmonique quantique
Pour les articles homonymes, voir oscillateur.
L'oscillateur harmonique quantique correspond au traitement par les outils de la mécanique quantique de l'oscillateur harmonique classique.
De façon générale, un oscillateur est un système dont l'évolution dans le temps est périodique. Il est dit de plus harmonique si les oscillations effectuées sont sinusoïdales, avec une amplitude et une fréquence qui ne dépendent que des caractéristiques intrinsèques du système et des conditions initiales. Cela est le cas en mécanique classique pour une particule évoluant à une dimension dans un potentiel quadratique, de forme générale {\displaystyle V(x)={\dfrac {1}{2}}kx^{2}}, k étant une constante positive.
Loin d'être un cas particulier purement académique, cette forme de potentiel est obtenue notamment dans le cas d'oscillations de faible amplitude autour d'une position d'équilibre stable dans un potentiel quelconque, à l'exception notoire du potentiel en 1/r rencontré en gravitation ou pour des charges ponctuelles comme celle des protons et électrons (cf. article sur l'oscillateur harmonique classique), car au voisinage de cette position d'équilibre le potentiel prend cette forme. Pour cette raison, le concept d'oscillateur harmonique joue un rôle majeur dans de nombreuses applications de la physique.
La mécanique quantique a révolutionné un grand nombre de concepts fondamentaux. L'oscillateur harmonique a aussi subi une reformulation dans ce cadre quantique, ce qui a permis d'élucider plusieurs résultats expérimentaux, notamment en physique de la matière condensée. Son étude amène à introduire des outils mathématiques d'un intérêt considérable en physique, notamment en théorie des champs : les opérateurs de création et d'annihilation de quanta.

Evolution temporelle de l'oscillateur harmonique d'après les lois de Newton de la mécanique classique (A–B), et d'après la mécanique quantique (C–H). En A et B, la particule (représentée par une balle attachée à un ressort) est animée d'un mouvement d'oscillation autour de sa position d'équilibre. Sur les figures C-H, l'axe horizontal indique la position, et l'axe vertical indique les parties réelle (bleu) et imaginaire (rouge) de la fonction d'onde. Les états C, D, E, F sont des états stationnaires, d'énergie fixée, pour lesquels la probabilité de trouver la particule dans une région donnée n'évolue pas au cours du temps. G est une superposition aléatoire de ces quatre états (C-F). H est un état cohérent dont le comportement est proche d'un oscillateur classique.

## L'oscillateur harmonique classique à une dimension
Avant d'aborder le traitement quantique de l'oscillateur harmonique, il est intéressant de résumer les principaux résultats du traitement classique de cet oscillateur.

### Définition - Importance physique
Un oscillateur harmonique classique à une dimension est modélisé par un potentiel quadratique, typiquement (m étant la masse du système) :

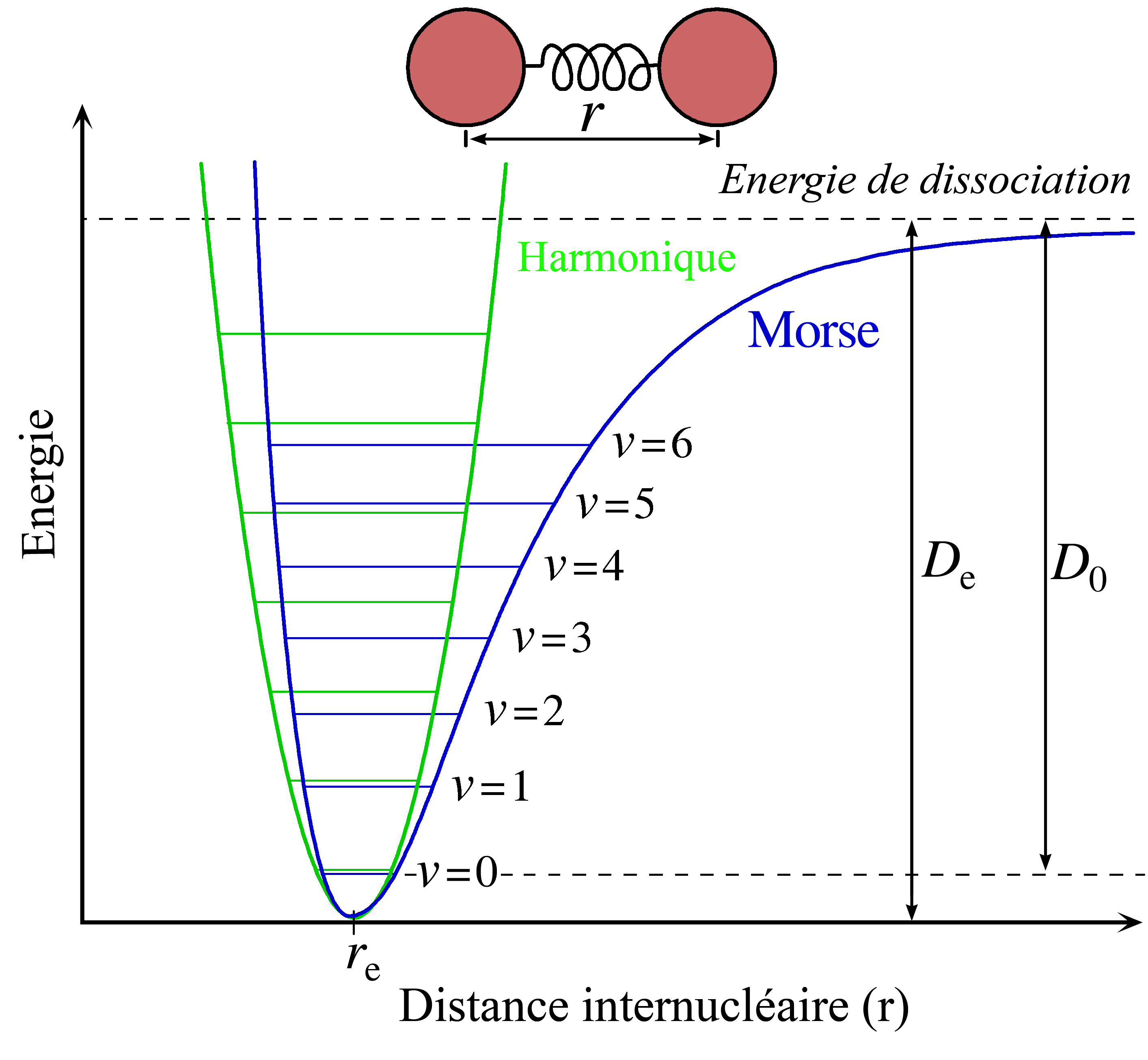
Comparaison pour une molécule diatomique entre la courbe de potentiel « réelle », représentée par le potentiel de Morse et celle d'un oscillateur harmonique. Le caractère non-harmonique du potentiel réel conduit à un resserrement des niveaux d'énergie, qui sont également espacés pour un oscillateur harmonique « pur », cf. plus bas dans l'article.

{\displaystyle V(x)={\frac {1}{2}}m\omega ^{2}x^{2}},
où {\displaystyle \omega } est une grandeur homogène à une fréquence (angulaire) appelée pulsation propre de l'oscillateur. De façon générale celle-ci est liée à la « force » ou « raideur » du potentiel.
L'énergie mécanique d'un oscillateur harmonique unidimensionnel est donc {\displaystyle H={\frac {p_{x}^{2}}{2m}}+{\frac {1}{2}}m\omega ^{2}x^{2}}.
L'oscillateur harmonique a un intérêt considérable en physique, car tout système évoluant dans un potentiel au voisinage d'une position d'équilibre stable, donc un minimum de potentiel, peut être modélisé par un oscillateur harmonique pour les petites oscillations au voisinage de cette position d'équilibre.
En effet, dans le cas d'un potentiel quelconque unidimensionnel {\displaystyle V\left(x\right)}, avec un minimum en {\displaystyle x=x_{0}}, il vient au voisinage de celui-ci :
{\displaystyle V\left(x\right)\approx V(x_{0})+{\frac {1}{2}}\left({\frac {d^{2}V}{dx^{2}}}\right)_{x_{0}}\left(x-x_{0}\right)^{2}}, avec nécessairement pour un minimum {\displaystyle \left({\frac {d^{2}V}{dx^{2}}}\right)_{x_{0}}>0},
ce qui correspond bien à un oscillateur harmonique tel que {\displaystyle m\omega ^{2}\equiv \left({\frac {d^{2}V}{dx^{2}}}\right)_{x_{0}}}, l'expression précédente du potentiel correspondant au choix de {\displaystyle x_{0}} et {\displaystyle V\left(x_{0}\right)} comme origines respectivement des coordonnées et des énergies.
L'approximation « harmonique » est valable au voisinage de la position d'équilibre stable du système : la figure ci-contre illustre la modélisation par un oscillateur harmonique de la courbe d'énergie potentielle d'une molécule diatomique.

### Équations classiques du mouvement
Pour la discussion des états quasi-classiques, il est utile de rappeler des éléments sur la nature du mouvement classique.
Les équations du mouvement de Hamilton pour le hamiltonien classique précédent s'écrivent sans difficultés sous la forme :
{\displaystyle {\begin{cases}\displaystyle {\frac {dx}{dt}}={\frac {p_{x}}{m}},\\\\\displaystyle {\frac {dp_{x}}{dt}}=-m\omega ^{2}x\end{cases}}}.
Il est possible de donner une forme plus symétrique à ces équations en mettant le hamiltonien précédent sous une forme « réduite », en introduisant de nouvelles variables
canoniques :
{\displaystyle P_{x}\equiv {\frac {p_{x}}{\sqrt {m\omega }}}} et {\displaystyle X\equiv {\sqrt {m\omega }}x},
ce qui permet de mettre le hamiltonien sous la forme :
{\displaystyle H={\frac {\omega }{2}}\left({\frac {p_{x}^{2}}{m\omega }}+m\omega x^{2}\right)={\frac {\omega }{2}}\left(P_{x}^{2}+X^{2}\right)}.
Comme {\displaystyle \{X,P_{X}\}=1} la transformation {\displaystyle \left(x,p_{x}\right)\rightarrow \left(X,P_{X}\right)} est canonique, et donc laisse inchangée la forme des équations de Hamilton. Les équations du mouvement précédentes deviennent alors :
{\displaystyle {\begin{cases}\displaystyle {\frac {dX}{dt}}=\omega P_{x}\\\\\displaystyle {\frac {dP_{x}}{dt}}=-\omega X\end{cases}}}.
L'introduction de la grandeur complexe {\displaystyle \alpha \equiv {\frac {X+iP_{x}}{\sqrt {2}}}}, permet de regrouper ces deux équations en une équation unidimensionnelle :
{\displaystyle {\frac {d\alpha }{dt}}=-i\omega \alpha },
dont la solution générale est de la forme {\displaystyle \alpha (t)=\alpha _{0}e^{-i\omega t}}, avec {\displaystyle \alpha _{0}=\alpha (t=0)}.
Par suite une particule de masse {\displaystyle m} dans ce potentiel a un mouvement sinusoïdal de pulsation {\displaystyle \omega }. L'énergie de la particule est une constante du mouvement positive ou nulle {\displaystyle H={\frac {1}{2}}m\left({\dot {x}}^{2}+\omega ^{2}x^{2}\right)}, dont la valeur dépend des conditions initiales de façon continue, sans restriction.
Le hamiltonien « réduit » précédent s'écrit en fonction de {\displaystyle \alpha } sous la forme {\displaystyle H=\omega \alpha ^{*}\alpha }.

## L'oscillateur harmonique quantique à une dimension

### Position du problème
En mécanique quantique l'hamiltonien d'un oscillateur harmonique unidimensionnel s'écrit sous la forme :
{\displaystyle {\hat {H}}={\frac {{\hat {p}}_{x}^{2}}{2m}}+{\frac {1}{2}}m\omega ^{2}{\hat {x}}^{2}}
où {\displaystyle {\hat {p}}_{x}} est la composante sur l'axe {\displaystyle x} de l'opérateur impulsion de la particule.
Il faut alors résoudre l'équation de Schrödinger indépendante du temps associée à cet hamiltonien :
{\displaystyle {\hat {H}}\left|\psi \right\rangle =E\left|\psi \right\rangle }, où {\displaystyle E} est l'énergie associée à un état propre {\displaystyle \left|\psi \right\rangle } du système.
Il est alors possible d'écrire cette équation en représentation position, compte tenu de {\displaystyle {\hat {x}}=x{\hat {1}}} et {\displaystyle {\hat {p}}={\frac {\hbar }{i}}{\frac {d}{dx}}}, ce qui donne l'équation différentielle suivante pour la fonction d'onde {\displaystyle \psi (x)=\left\langle x|\psi \right\rangle } :
{\displaystyle {\frac {\hbar ^{2}}{2m}}{\frac {d^{2}\psi }{dx^{2}}}+\left(E-{\frac {m\omega ^{2}}{2}}x^{2}\right)\psi (x)=0}.
La résolution mathématique de cette équation ne présente pas de difficultés majeures, bien qu'elle conduise à des calculs assez complexes. Toutefois une telle méthode est surtout peu explicite physiquement, aussi est-il préférable d'employer une autre approche, très féconde, développée par Paul Dirac, qui non seulement permet d'obtenir les valeurs propres du hamiltonien sans résoudre explicitement l'équation différentielle précédente, mais qui peut être généralisée à d'autres situations (cf. quantification du champ électromagnétique classique, ou étude des vibrations dans un cristal, par exemple).

### Propriétés générales des états propres
Avant toute résolution, il est possible de déduire certaines propriétés importantes des valeurs et états propres du hamiltonien quantique précédent.
- Les valeurs propres E de {\displaystyle {\hat {H}}} sont toujours positives ou nulles : en effet pour un état {\displaystyle \left|\psi \right\rangle } quelconque, il est évident que {\displaystyle \|{\hat {x}}\left|\psi \right\rangle \|^{2}\geqslant 0} or {\displaystyle \|{\hat {x}}\left|\psi \right\rangle \|^{2}=\left\langle \psi \right|{\hat {x}}^{\dagger }{\hat {x}}\left|\psi \right\rangle =\left\langle \psi \right|{\hat {x}}^{2}\left|\psi \right\rangle =\left\langle {\hat {x}}^{2}\right\rangle \geqslant 0}.

De façon évidente, il en est de même pour le terme en {\displaystyle {\hat {p}}_{x}^{2}}, donc pour tout état {\displaystyle \left|\psi \right\rangle }, {\displaystyle \left\langle \psi \right|{\hat {H}}\left|\psi \right\rangle \geqslant 0}.
- L'énergie de l'état fondamental est nécessairement non nulle : en introduisant les variances des valeurs moyennes de {\displaystyle {\hat {x}}} et de {\displaystyle {\hat {p}}_{x}}, soit {\displaystyle \left(\Delta x\right)^{2}=\left\langle {\hat {x}}^{2}\right\rangle -\left\langle {\hat {x}}\right\rangle ^{2}} et {\displaystyle \left(\Delta p_{x}\right)^{2}=\left\langle {\hat {p}}_{x}^{2}\right\rangle -\left\langle {\hat {p}}_{x}\right\rangle ^{2}}, il est possible de montrer que {\displaystyle \left\langle {\hat {H}}\right\rangle \geqslant {\frac {\hbar \omega }{2}}}.

Par suite l'état fondamental de l'oscillateur harmonique quantique a une énergie non nulle (énergie du point zéro), contrairement au cas classique, et ceci résulte directement de la relation d'incertitude quantique entre {\displaystyle {\hat {x}}} et {\displaystyle {\hat {p}}_{x}}.
- Le confinement de la particule dans ce potentiel indique que le spectre de ces énergies sera discret.
- Le système ne fait apparaître qu'un seul degré de liberté, il n'y aura donc qu'un seul nombre quantique.

### Introduction d'opérateurs sans dimension
Comme dans le cas classique il est utile d'introduire un hamiltonien sans dimension, dit réduit. Ceci est aisé dans la mesure où il est aisé d'introduire une « échelle » d'énergie pour le système en utilisant la quantité {\displaystyle \hbar \omega }, par suite ({\displaystyle \hbar } est la constante de Planck réduite) :
{\displaystyle {\hat {H}}={\frac {{\hat {p}}_{x}^{2}}{2m}}+{\frac {1}{2}}m\omega ^{2}{\hat {x}}^{2}=\hbar \omega \left[{\frac {{\hat {p}}_{x}^{2}}{2m\hbar \omega }}+{\frac {m\omega {\hat {x}}^{2}}{2\hbar }}\right]={\frac {\hbar \omega }{2}}\left[\left({\frac {{\hat {p}}_{x}}{\sqrt {m\hbar \omega }}}\right)^{2}+\left({\sqrt {\frac {m\omega }{\hbar }}}{\hat {x}}\right)^{2}\right]}
Il est facile de simplifier l'écriture de {\displaystyle {\hat {H}}}, en utilisant les opérateurs sans dimension (mais hermitiens) suivants :
{\displaystyle {\hat {P}}={\frac {{\hat {p}}_{x}}{\sqrt {m\hbar \omega }}}}, et {\displaystyle {\hat {X}}={\sqrt {\frac {m\omega }{\hbar }}}{\hat {x}}}.
Compte tenu de la relation de commutation {\displaystyle \left[{\hat {x}},{\hat {p}}\right]=i\hbar },la relation de commutation entre ces nouveaux opérateurs s'écrit :
{\displaystyle \left[{\hat {X}},{\hat {P}}\right]=i{\hat {1}}}.
En termes de ces opérateurs « réduits » le hamiltonien de l'oscillateur harmonique unidimmensionnel s'écrit sous la forme : {\displaystyle {\hat {H}}={\frac {\hbar \omega }{2}}\left({\hat {X}}^{2}+{\hat {P}}^{2}\right)}.
Remarques :
- La quantité {\displaystyle {\sqrt {\frac {\hbar }{m\omega }}}} a la dimension d'une longueur.
- Les opérateurs « réduits » d'énergie, de position et d'impulsion quantiques ont des expressions qui rappellent celles utilisées dans le cas classique, sauf pour l'utilisation de la quantité {\displaystyle \hbar }.

### Opérateurs d'échelle
En utilisant la relation de commutation entre les opérateurs « réduits » de position et d'impulsion il est facile de vérifier l'identité suivante :
{\displaystyle \left({\hat {X}}-i{\hat {P}}\right)\left({\hat {X}}+i{\hat {P}}\right)={\hat {X}}^{2}+{\hat {P}}^{2}+i\left({\hat {X}}{\hat {P}}-{\hat {P}}{\hat {X}}\right)={\frac {2}{\hbar \omega }}{\hat {H}}-{\hat {1}}}.
Ceci suggère l'introduction des opérateurs non-hermitiques, appelés « opérateurs d'échelle », adjoints l'un de l'autre :
{\displaystyle {\begin{cases}{\hat {a}}={\frac {\left({\hat {X}}+i{\hat {P}}\right)}{\sqrt {2}}}\\\\{\hat {a}}^{\dagger }={\frac {\left({\hat {X}}-i{\hat {P}}\right)}{\sqrt {2}}}\end{cases}}}
Ces opérateurs sont dits respectivement d’annihilation et de création de quantum d'énergie, pour des raisons qui apparaîtront plus bas. Il est facile de déterminer le commutateur entre ces deux opérateurs : {\displaystyle \left[{\hat {a}},{\hat {a}}^{\dagger }\right]={\hat {1}}\qquad {\text{, }}}.
De même, les opérateurs {\displaystyle {\hat {X}}} et {\displaystyle {\hat {P}}} s'expriment sous la forme :
{\displaystyle {\begin{cases}{\hat {X}}={\frac {1}{\sqrt {2}}}\left({\hat {a}}^{\dagger }+{\hat {a}}\right)\\{\hat {P}}=i{\frac {1}{\sqrt {2}}}\left({\hat {a}}^{\dagger }-{\hat {a}}\right)\end{cases}}}
Le hamiltonien du système peut alors s'écrire sous la forme :
{\displaystyle {\hat {H}}=\hbar \omega \left({\hat {a}}^{\dagger }{\hat {a}}+{\frac {1}{2}}{\hat {1}}\right)=\hbar \omega \left({\hat {N}}+{\frac {1}{2}}{\hat {1}}\right)},
où il a été introduit l'opérateur :
{\displaystyle {\hat {N}}\equiv {\hat {a}}^{\dagger }{\hat {a}}}, appelé parfois « opérateur nombre de quanta de vibration ».
Par suite, la détermination des valeurs propres du hamiltonien se ramène à celles de l'opérateur sans dimensions {\displaystyle {\hat {N}}}, qui est évidemment hermitien puisque {\displaystyle {\hat {N}}^{\dagger }=\left({\hat {a}}^{\dagger }{\hat {a}}\right)^{\dagger }={\hat {a}}^{\dagger }\left({\hat {a}}^{\dagger }\right)^{\dagger }={\hat {N}}}. Par suite, ses valeurs propres sont réelles.
Remarques :
- l'opérateur d'échelle {\displaystyle {\hat {a}}} peut être considéré comme le « pendant quantique » de la quantité complexe {\displaystyle \alpha } définie dans le cas classique, partie 1.
- il est intéressant alors de comparer l'expression du hamiltonien classique « réduit » avec celle obtenu dans le cas quantique. En dehors du facteur {\displaystyle \hbar }, la principale différence vient de l'apparition du terme supplémentaire en 1/2 dans le cas quantique, lié au caractère non commutatif des opérateurs d'échelle (en fait, de {\displaystyle {\hat {x}}} et {\displaystyle {\hat {p}}_{x}}), qui donnera lieu à l'apparition de l'énergie dite de « point zéro ».

### Calcul des valeurs propres
Les états propres commun de {\displaystyle {\hat {N}}} et {\displaystyle {\hat {H}}} sont notés {\displaystyle \left|\nu \right\rangle }, avec pour valeurs propres : {\displaystyle {\hat {N}}\left|\nu \right\rangle =\nu \left|\nu \right\rangle }, la valeur propre ν étant a priori un réel.
Les valeurs propres de {\displaystyle {\hat {H}}} sont alors de la forme : {\displaystyle E_{\nu }=\hbar \omega \left(\nu +{\frac {1}{2}}\right)}. Dans la mesure où cela ne change pas les résultats pour les valeurs propres il n'est pas nécessaire dans un premier temps de prendre en compte une éventuelle dégénérescence de ces états propres.

#### Relations de commutation utiles
À partir de la relation de commutation précédente entre les opérateurs d'échelle, il vient facilement :
- {\displaystyle \left[{\hat {N}},{\hat {a}}\right]={\hat {N}}{\hat {a}}-{\hat {a}}{\hat {N}}={\hat {a}}^{\dagger }{\hat {a}}{\hat {a}}-{\hat {a}}{\hat {a}}^{\dagger }{\hat {a}}=-\left[{\hat {a}},{\hat {a}}^{\dagger }\right]{\hat {a}}=-{\hat {a}}}
- {\displaystyle \left[{\hat {N}},{\hat {a}}^{\dagger }\right]={\hat {N}}{\hat {a}}^{\dagger }-{\hat {a}}^{\dagger }{\hat {N}}={\hat {a}}^{\dagger }{\hat {a}}{\hat {a}}^{\dagger }-{\hat {a}}^{\dagger }{\hat {a}}^{\dagger }{\hat {a}}={\hat {a}}^{\dagger }\left[{\hat {a}},{\hat {a}}^{\dagger }\right]={\hat {a}}^{\dagger }}

Ces diverses relations rendent possible la détermination des valeurs propres de {\displaystyle {\hat {N}}}.

#### Action des opérateurs d'échelle sur les états propres|n⟩{\displaystyle \left|n\right\rangle }
En utilisant les notations et relations précédentes, il vient facilement :
{\displaystyle \left[{\hat {N}},{\hat {a}}\right]\left|\nu \right\rangle ={\hat {N}}\left({\hat {a}}\left|\nu \right\rangle \right)-\nu \left({\hat {a}}\left|\nu \right\rangle \right)=-{\hat {a}}\left|\nu \right\rangle }, ce qui donne :
{\displaystyle {\hat {N}}\left({\hat {a}}\left|\nu \right\rangle \right)=(\nu -1)\left({\hat {a}}\left|\nu \right\rangle \right)},
autrement dit {\displaystyle \left({\hat {a}}\left|\nu \right\rangle \right)} est un vecteur propre de {\displaystyle {\hat {N}}} de valeur propre (ν-1), il est possible de poser :
{\displaystyle {\hat {a}}\left|\nu \right\rangle =\alpha \left|\nu -1\right\rangle }, avec α nombre complexe qui peut être déterminé à une phase près en utilisant le fait que :
{\displaystyle \left|\alpha \right|^{2}=\|{\hat {a}}\left|\nu \right\rangle \|^{2}=\left\langle \nu \right|{\hat {a}}^{\dagger }{\hat {a}}\left|\nu \right\rangle =\nu },
et comme nécessairement {\displaystyle \|{\hat {a}}\left|\nu \right\rangle \|^{2}\geqslant 0} il est possible d'en déduire successivement :
1. que les valeurs propres ν de {\displaystyle {\hat {N}}} sont positives ou nulles;
2. que si en particulier ν = 0, alors {\displaystyle {\hat {a}}\left|0\right\rangle ={\vec {0}}} et inversement si {\displaystyle {\hat {a}}\left|\nu \right\rangle ={\vec {0}}} alors {\displaystyle {\hat {a}}^{\dagger }{\hat {a}}\left|\nu \right\rangle ={\vec {0}}={\hat {N}}\left|\nu \right\rangle } et donc tout état respectant cette condition est état propre de {\displaystyle {\hat {N}}} de valeur propre ν = 0;
3. qu'en effectuant un choix de phase tel que α soit réel, il vient : {\displaystyle \alpha ={\sqrt {\nu }}}, soit encore : {\displaystyle {\hat {a}}\left|\nu \right\rangle ={\sqrt {\nu }}\left|\nu -1\right\rangle },

par suite l'opérateur {\displaystyle {\hat {a}}} abaisse la valeur propre ν d'une unité, d'où le nom d'opérateur d'annihilation de quantum (de vibration) donné plus haut.
En procédant de même avec {\displaystyle {\hat {a}}^{\dagger }} il est possible de vérifier avec la même convention de phase que {\displaystyle {\hat {a}}^{\dagger }\left|\nu \right\rangle ={\sqrt {\nu +1}}\left|\nu +1\right\rangle },
par suite l'opérateur {\displaystyle {\hat {a}}^{\dagger }} accroît la valeur propre ν d'une unité, d'où le nom d'opérateur de création de quantum (de vibration) donné plus haut.

#### Valeurs propres de l'opérateurN
Soit un état propre {\displaystyle \left|\nu \right\rangle } avec ν non entier, positif, N étant le premier entier tel que N > ν, il résulte de la relation {\displaystyle {\hat {a}}\left|\nu \right\rangle ={\sqrt {\nu }}\left|\nu -1\right\rangle } que l'application à N reprises de l'opérateur d'annihilation {\displaystyle {\hat {a}}} permettait d'obtenir un état propre de {\displaystyle {\hat {N}}} avec une valeur propre négative, ce qui n'est pas possible puisque les valeurs propres de {\displaystyle {\hat {N}}} sont positives ou nulles.
En revanche si ν = n, n entier strictement positif, n applications successives de {\displaystyle {\hat {a}}} donnent : {\displaystyle \left({\hat {a}}\right)^{n}\left|\nu =n\right\rangle ={\sqrt {n!}}\left|0\right\rangle }, et une nouvelle application de {\displaystyle {\hat {a}}} donne alors le vecteur nul.
Par suite les seules valeurs propres ν de l'opérateur {\displaystyle {\hat {N}}} sont les entiers n positif ou nul. L'appellation d'opérateur « nombre de quanta de vibration » donnée plus haut est donc justifiée.
Les résultats précédents donnent alors :
| Les énergies accessibles par l'oscillateur sont : {\displaystyle E_{n}=\hbar \omega \left(n+{\frac {1}{2}}\right)} avec n entier positif ou nul |

Ces états ont les propriétés générales suivantes :
1. Les énergies accessibles par l'oscillateur sont quantifiées. Ce résultat a de nombreuses répercussions en physique statistique par exemple : de fait, il est impossible de décrire correctement les propriétés thermiques des solides (capacité calorifique par exemple) sans tenir compte du caractère quantifié des états de vibrations des atomes qui les constituent.
2. Les états d'énergie sont espacés de la même quantité {\displaystyle \hbar \omega }. Ceci permet de considérer que le passage de l'état n à l'état n + p correspond à « l'absorption » de p quanta d'énergie par le système. Cette façon de penser est en fait très féconde : ainsi l'étude des vibrations dans les solides conduit-elle à introduire la notion de phonons, qui se comportent comme des quasi-particules. De même, et de façon plus significative, la quantification du champ électromagnétique conduit à introduire les modes propres de ce champ, appelé « photons ».
3. Comme cela a déjà mis en évidence qualitativement, l'énergie de l'état fondamental est non nulle, avec {\displaystyle E_{0}={\frac {\hbar \omega }{2}}}, appelé souvent « énergie du point zéro » de l'oscillateur. Il a déjà été montré que cette situation, très différente du cas classique, résulte de la relation d'incertitude de Heisenberg.

### Détermination des états propres

#### Non-dégénérescence de l'état fondamental
En supposant que l'état fondamental est k-fois dégénéré, il est possible de poser {\displaystyle \left|0\right\rangle =\left|0,\lambda \right\rangle } avec λ = 1,2,..., k. Comme pour tout λ {\displaystyle {\hat {a}}\left|0,\lambda \right\rangle ={\vec {0}}}, il est possible de revenir à la définition l'opérateur d'annihilation {\displaystyle {\hat {a}}} et de donner l'équation différentielle correspondante en représentation position que doivent satisfaire les fonctions d'onde {\displaystyle \psi _{0}^{\lambda }(x)} pour tout k :
{\displaystyle {\frac {d\psi _{0}^{\lambda }}{dx}}+{\frac {m\omega }{\hbar }}x\psi _{0}^{\lambda }(x)=0}.
Cette équation est aisément soluble par séparation des variables et aboutit à une même fonction, à une constante (complexe en général) de normalisation près : {\displaystyle \psi _{0}(x)=C_{0}\exp {\left(-{\frac {m\omega }{2\hbar }}x^{2}\right)}}.
La normalisation de ce résultat, permet d'obtenir {\displaystyle C_{0}=\left({\frac {m\omega }{\pi \hbar }}\right)^{\frac {1}{4}}}.
Par suite, les solutions étant proportionnelles entre elles, l'état fondamental est non dégénéré.
Il est alors facile de voir que tous les états propres du hamiltonien sont non dégénérés : en effet si c'était le cas il serait possible à partir de deux états {\displaystyle \left|n,1\right\rangle } et {\displaystyle \left|n,2\right\rangle } de même énergie {\displaystyle E_{n}} d'obtenir, par application à n reprises de l'opérateur d'échelle {\displaystyle {\hat {a}}} deux états fondamentaux dégénérés {\displaystyle \left|0,1\right\rangle } et {\displaystyle \left|0,2\right\rangle } distincts, ce qui est impossible du fait de la non-dégénérescence de l'état fondamental.

#### États propres de l'opérateurN
Une démonstration par récurrence utilisant l'opérateur de création de quantum de vibration montre que les états propres de {\displaystyle {\hat {a}}^{\dagger }{\hat {a}}} s'écrivent : {\displaystyle |n\rangle ={\frac {1}{\sqrt {n!}}}\left({\hat {a}}^{\dagger }\right)^{n}|0\rangle }.

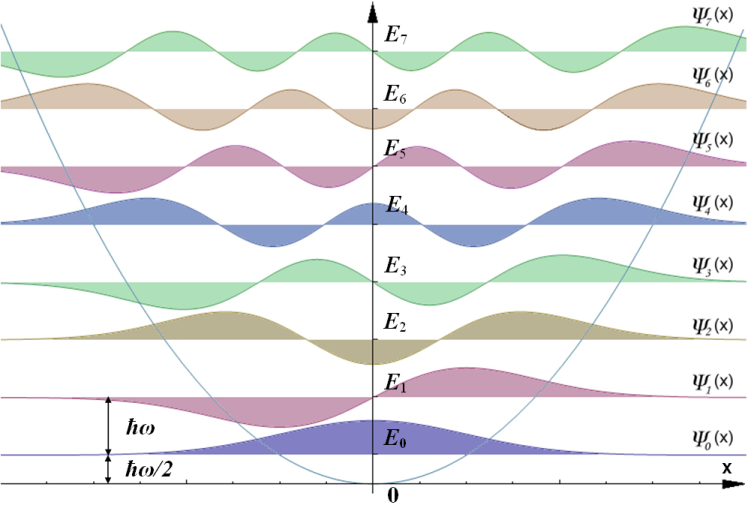
Représentation des sept premiers niveaux d'énergie et des fonctions d'onde associées) de l'oscillateur harmonique quantique unidimensionnel.

En représentation position, il suffit de substituer l'expression de {\displaystyle {\hat {a}}} et de {\displaystyle \psi _{0}(x)=\left\langle x|0\right\rangle } pour obtenir l'expression de la fonction d'onde {\displaystyle \psi _{n}(x)=\left\langle x|n\right\rangle } sous la forme :
{\displaystyle \psi _{n}(x)={\frac {1}{\sqrt {2^{n}n!}}}\left({\frac {m\omega }{\pi \hbar }}\right)^{\dfrac {1}{4}}\left(X-{\frac {\mathrm {d} }{\mathrm {d} X}}\right)^{n}\exp {\left(-{\frac {X^{2}}{2}}\right)}}, avec {\displaystyle X={\sqrt {\frac {m\omega }{\hbar }}}x} position réduite.

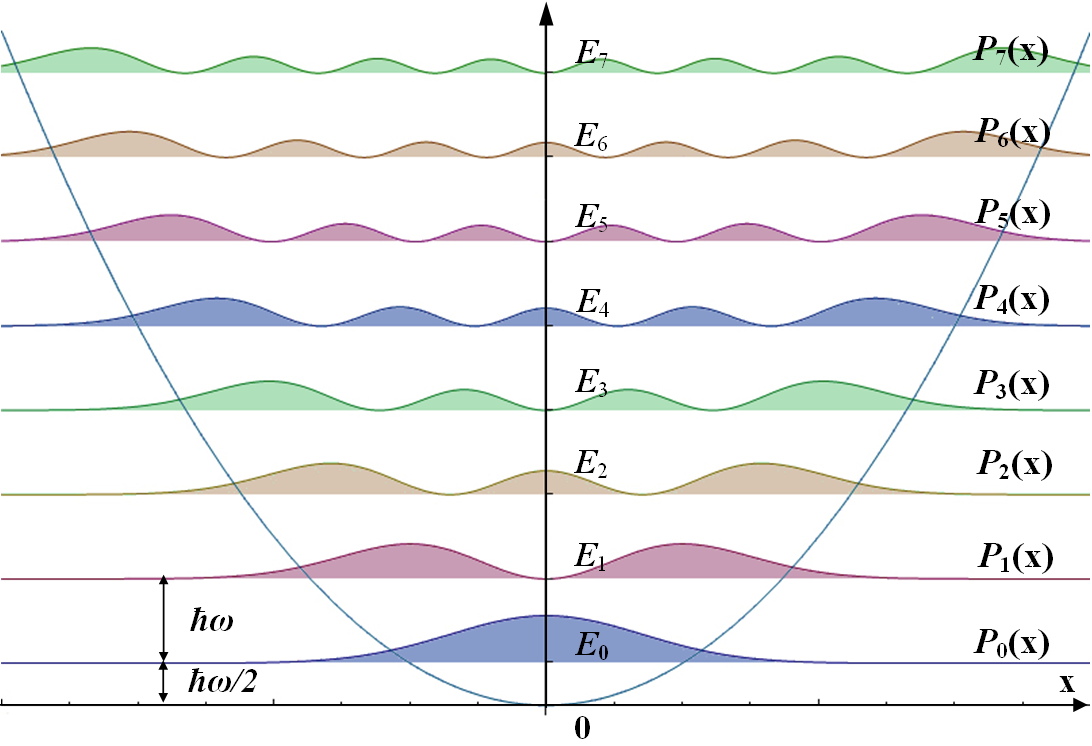
Représentation similaire à la précédente, avec cette fois-ci les allures des densités de probabilité de présence pour les premiers états d'énergie de l'oscillateur harmonique unidimensionnel.

En introduisant les polynômes d'Hermite {\displaystyle H_{n}(X)} sous leur forme dite « physique » définie par {\displaystyle e^{-{\frac {X^{2}}{2}}}H_{n}(X)=\left(X-{\frac {\mathrm {d} }{\mathrm {d} X}}\right)^{n}e^{-{\frac {X^{2}}{2}}}} il est finalement possible d'obtenir l'expression générale de la fonction d'onde {\displaystyle \psi _{n}(x)} :
{\displaystyle \psi _{n}(x)={\frac {1}{\sqrt {2^{n}n!}}}\left({\frac {m\omega }{\pi \hbar }}\right)^{\dfrac {1}{4}}H_{n}\left({\sqrt {\frac {m\omega }{\hbar }}}x\right)e^{-{\frac {m\omega }{2\hbar }}x^{2}}}.
Il est facile de vérifier que ces fonctions d'ondes sont orthogonales entre elles et normalisées à l'unité, en utilisant les relations d'orthogonalité des polynômes d'Hermite. Par ailleurs, la parité de la fonction d'onde {\displaystyle \psi _{n}(x)} est celle de n.
Cette dernière relation nous permet de retrouver explicitement autant de fonctions d'ondes que nécessaire. Par exemple pour {\displaystyle n=1\,} il vient : 
{\displaystyle \psi _{1}(x)=\left({\frac {4}{\pi }}\left({\frac {m\omega }{\hbar }}\right)^{3}\right)^{\frac {1}{4}}x\;e^{-{\frac {1}{2}}{\frac {m\omega }{\hbar }}x^{2}}}

### Représentation matricielle
- La matrice représentative de l'hamiltonien {\displaystyle {\hat {H}}} sur la base des {\displaystyle \vert n\rangle } est, par construction, diagonale.

On a {\displaystyle {\hat {H}}=\hbar \omega {\begin{pmatrix}1/2&0&0&\cdots \\0&1+1/2&0&\cdots \\0&0&2+1/2&\cdots \\\cdots &\cdots &\cdots &\ddots \end{pmatrix}}}
- Sachant que {\displaystyle {\hat {a}}^{\dagger }\vert n\rangle ={\sqrt {n+1}}\vert n+1\rangle }, en multipliant à gauche par {\displaystyle \vert k\rangle } il vient {\displaystyle {\hat {a}}_{k,n}^{\dagger }={\sqrt {n+1}}\langle k\vert n+1\rangle ={\sqrt {n+1}}\delta _{k,n+1}}

La matrice représentative de {\displaystyle {\hat {a}}^{\dagger }} sur la base des {\displaystyle \vert n\rangle } est donc
{\displaystyle {\hat {a}}^{\dagger }={\begin{pmatrix}0&0&0&0&\cdots \\1&0&0&0&\cdots \\0&{\sqrt {2}}&0&0&\cdots \\0&0&{\sqrt {3}}&0&\cdots \\\cdots &\cdots &\cdots &\cdots &\ddots \end{pmatrix}}}
Puisque {\displaystyle {\hat {a}}_{k,n}={\hat {a}}_{n,k}^{\dagger }}, la matrice {\displaystyle {\hat {a}}} est construite en transposant {\displaystyle {\hat {a}}^{\dagger }} : {\displaystyle {\hat {a}}={\begin{pmatrix}0&1&0&0&\cdots \\0&0&{\sqrt {2}}&0&\cdots \\0&0&0&{\sqrt {3}}&\cdots \\0&0&0&0&\cdots \\\cdots &\cdots &\cdots &\cdots &\ddots \end{pmatrix}}}
- Il est alors facile de construire les matrices représentatives des observables {\displaystyle {\hat {x}}} et {\displaystyle {\hat {p}}} puisque :

{\displaystyle {\hat {x}}={\sqrt {\dfrac {\hbar }{m\omega }}}{\hat {X}}={\sqrt {\dfrac {\hbar }{2m\omega }}}\left({\hat {a}}+{\hat {a}}^{\dagger }\right)}et  {\displaystyle {\hat {p}}={\sqrt {\hbar m\omega }}{\hat {P}}=-i{\sqrt {\dfrac {\hbar m\omega }{2}}}\left({\hat {a}}-{\hat {a}}^{\dagger }\right)}
donc {\displaystyle {\hat {x}}={\sqrt {\dfrac {\hbar }{2m\omega }}}{\begin{pmatrix}0&1&0&0&\cdots \\1&0&{\sqrt {2}}&0&\cdots \\0&{\sqrt {2}}&0&{\sqrt {3}}&\cdots \\0&0&{\sqrt {3}}&0&\cdots \\\cdots &\cdots &\cdots &\cdots &\ddots \end{pmatrix}}}
et
{\displaystyle {\hat {p}}={\sqrt {\dfrac {\hbar m\omega }{2}}}{\begin{pmatrix}0&-i&0&0&\cdots \\i&0&-i{\sqrt {2}}&0&\cdots \\0&i{\sqrt {2}}&0&-i{\sqrt {3}}&\cdots \\0&0&i{\sqrt {3}}&0&\cdots \\\cdots &\cdots &\cdots &\cdots &\ddots \end{pmatrix}}}
Il est alors possible de vérifier les propriétés suivantes pour les observables {\displaystyle {\hat {x}}} et {\displaystyle {\hat {p}}_{x}} :
- Les seuls éléments de matrices non nuls de ces opérateurs sont donc ceux pris entre les états {\displaystyle \left|n\right\rangle } et {\displaystyle \left|n\pm 1\right\rangle }.
- Les valeurs moyennes de la position et de l'impulsion sont nulles lorsque le système est dans un état propre {\displaystyle \left|n\right\rangle }.

### Évolution des valeurs moyennes dans le temps - limite classique
Dans le cas d'un hamiltonien {\displaystyle {\hat {H}}} qui ne dépend pas explicitement du temps, il résulte de l'équation de Schrödinger {\displaystyle {\partial  \over \partial t}\left|\Psi (t)\right\rangle ={\dfrac {-i}{\hbar }}{\hat {H}}\left|\Psi (t)\right\rangle } que le vecteur d'état {\displaystyle \left|\Psi (t)\right\rangle } s'obtient à partir de celui pris à un temps {\displaystyle t_{0}} quelconque par :
{\displaystyle \left|\Psi (t)\right\rangle =\exp {\left(-{\dfrac {i(t-t_{0})}{\hbar }}{\hat {H}}\right)}\left|\Psi (t_{0})\right\rangle }.
Or comme {\displaystyle \left|\Psi (t_{0})\right\rangle =\sum _{n=0}^{+\infty }c_{n}(t_{0})\left|n\right\rangle }, les coefficients complexes {\displaystyle c_{n}(t_{0})} étant tels que {\displaystyle \left|\Psi (t_{0})\right\rangle } est normalisé à l'unité, dans le cas d'un oscillateur harmonique l'expression du vecteur d'état à une date t(>t0) quelconque est la suivante :
{\displaystyle \left|\Psi (t)\right\rangle =\sum _{n=0}^{+\infty }c_{n}(t_{0})\exp {\left(-{\dfrac {i(t-t_{0})}{\hbar }}{\hat {H}}\right)}\left|n)\right\rangle =\exp {\left({\frac {-i\omega (t-t_{0})}{2}}\right)}\sum _{n=0}^{+\infty }c_{n}(t_{0})\exp {\left(-in\omega (t-t_{0})\right)}\left|n\right\rangle }.
Par suite, la valeur moyenne de tout observable {\displaystyle {\hat {a}}} est donnée en fonction du temps par :
{\displaystyle \left\langle {\hat {a}}\right\rangle =\left\langle \Psi (t)\right|{\hat {a}}\left|\Psi (t)\right\rangle =\sum _{p=0}^{+\infty }\sum _{n=0}^{+\infty }c_{p}^{*}(t_{0})c_{n}(t_{0})A_{mn}\exp {\left(i(m-n)\omega (t-t_{0})\right)}}, avec {\displaystyle A_{mn}\equiv \left\langle m\right|{\hat {a}}\left|n\right\rangle }, élément de matrice de l'observable {\displaystyle {\hat {a}}} entre {\displaystyle \left|m\right\rangle } et {\displaystyle \left|n\right\rangle }.
En particulier, pour les observables {\displaystyle {\hat {x}}} et {\displaystyle {\hat {p}}_{x}} les seuls éléments de matrices non nuls sont ceux entre {\displaystyle \left|n\pm 1\right\rangle } et {\displaystyle \left|n\right\rangle }, par suite, l'évolution de leurs grandeurs moyennes fait uniquement intervenir des termes en {\displaystyle \exp {\left(\pm i\omega (t-t_{0})\right)}}, c'est-à-dire des fonctions sinusoïdales : ceci correspond bien à un comportement classique pour un oscillateur harmonique.
Ce dernier résultat peut également s'obtenir à partir du théorème d'Ehrenfest, qui compte tenu du fait que {\displaystyle {\hat {x}}} et {\displaystyle {\hat {p}}_{x}} ne dépendent pas explicitement du temps s'écrit pour chaque valeur moyenne :
{\displaystyle {\frac {d}{dt}}\left\langle {\hat {x}}\right\rangle ={\frac {1}{i\hbar }}\left\langle \left[{\hat {x}},{\hat {H}}\right]\right\rangle ={\frac {1}{2mi\hbar }}\left\langle \left[{\hat {x}},{\hat {p}}_{x}^{2}\right]\right\rangle ={\frac {1}{2mi\hbar }}\left\langle \left(\left[{\hat {x}},{\hat {p}}_{x}\right]{\hat {p}}_{x}+{\hat {p}}_{x}\left[{\hat {x}},{\hat {p}}_{x}\right]\right)\right\rangle },
{\displaystyle {\frac {d}{dt}}\left\langle {\hat {p}}_{x}\right\rangle ={\frac {1}{i\hbar }}\left\langle \left[{\hat {p}}_{x},{\hat {H}}\right]\right\rangle ={\frac {m\omega ^{2}}{2i\hbar }}\left\langle \left[{\hat {p}}_{x},{\hat {x}}^{2}\right]\right\rangle ={\frac {m\omega ^{2}}{2i\hbar }}\left\langle \left(\left[{\hat {p}}_{x},{\hat {x}}\right]{\hat {x}}+{\hat {x}}\left[{\hat {p}}_{x},{\hat {x}}\right]\right)\right\rangle },
soit finalement le système d'équations :
{\displaystyle {\begin{cases}{\frac {d}{dt}}\left\langle {\hat {x}}\right\rangle ={\frac {\left\langle {\hat {p}}_{x}\right\rangle }{m}}\\{\frac {d}{dt}}\left\langle {\hat {p}}_{x}\right\rangle =-m\omega ^{2}\left\langle {\hat {x}}\right\rangle \end{cases}}}.
Pour les valeurs moyennes, ces équations sont donc identiques à celles de l'oscillateur harmonique classique indiquées en première partie. Elles donnent par intégration des évolutions sinusoïdales de pulsation ω pour les valeurs moyennes de {\displaystyle \left\langle {\hat {x}}\right\rangle } et {\displaystyle \left\langle {\hat {p}}_{x}\right\rangle }.

### Interprétation

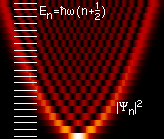
Densité de probabilité
ψ_{n}(x)
pour les premières valeurs de l'énergie, en commençant par le fondamental (n = 0) en bas puis en augmentant la valeur de l'énergie en montant. L'axe horizontal correspond à la coordonnée x, les couleurs plus claires indiquent une densité de probabilité plus forte.

En analysant ces fonctions d'ondes, on retrouve de nombreux résultats classiques : la particule dans le puits de potentiel a une probabilité de présence plus élargie si elle a une énergie plus haute (une bille au fond d'un puits va monter plus haut sur les bords si elle a plus d'énergie), la particule a plus de chance de se retrouver sur ces positions éloignées du centre du puits (la bille a une vitesse d'autant plus petite qu'elle est haut dans le puits : elle va donc passer beaucoup plus de temps en hauteur qu'au fond du puits).

### États cohérents
Les états cohérents, notés {\displaystyle \left|\alpha \right\rangle }, sont par définition les états propres de l'opérateur d'annihilation {\displaystyle {\hat {a}}}, de valeurs propres {\displaystyle \alpha \in \mathbb {C} } : {\displaystyle {\hat {a}}\left|\alpha \right\rangle =\alpha \left|\alpha \right\rangle }.

#### Propriétés générales des états cohérents|α⟩{\displaystyle \left|\alpha \right\rangle }

##### Expression de|α⟩{\displaystyle \left|\alpha \right\rangle }sur la base des états propres|n⟩{\displaystyle \left|n\right\rangle }du hamiltonien
Il est possible de poser de façon générale pour tout état {\displaystyle \left|\alpha \right\rangle } :
{\displaystyle \left|\alpha \right\rangle =\sum _{n=0}^{\infty }c_{n}(\alpha )\left|n\right\rangle }, avec {\displaystyle c_{n}(\alpha )\in \mathbb {C} }, qui seront choisis de telle sorte que {\displaystyle \left|\alpha \right\rangle } soit normé à l'unité : {\displaystyle \left\langle \alpha |\alpha \right\rangle =1\quad \Rightarrow \quad \sum _{n=0}^{\infty }\left|c_{n}(\alpha )\right|^{2}=1}.
D'après la définition d'un état cohérent donnée plus haut, et le fait que pour tout état propre {\displaystyle \left|n\right\rangle }, {\displaystyle {\hat {a}}\left|n\right\rangle ={\sqrt {n}}\left|n-1\right\rangle } il vient :
{\displaystyle {\hat {a}}\left|\alpha \right\rangle =\sum _{n=1}^{\infty }c_{n}(\alpha ){\sqrt {n}}\left|n-1\right\rangle =\alpha \left|\alpha \right\rangle =\sum _{n=0}^{\infty }\alpha c_{n}(\alpha )\left|n\right\rangle }, où l'on a tenu compte de {\displaystyle {\hat {a}}\left|0\right\rangle =0}.
En procédant à un changement de variable dans le premier membre, l'équation aux valeurs propres s'écrit dans la base de {\displaystyle \left|n\right\rangle } :
{\displaystyle \sum _{n=0}^{\infty }{\sqrt {n+1}}c_{n+1}(\alpha )\left|n\right\rangle =\sum _{n=0}^{\infty }\alpha c_{n}(\alpha )\left|n\right\rangle },
ce qui donne par identification membre à membre la relation de récurrence suivante entre les coefficients {\displaystyle c_{n}(\alpha )} :
{\displaystyle c_{n+1}(\alpha )={\frac {\alpha }{\sqrt {n+1}}}c_{n}(\alpha )}, qui permet alors d'obtenir l'expression de {\displaystyle c_{n}(\alpha )} en fonction de {\displaystyle c_{0}(\alpha )} :
{\displaystyle c_{n}(\alpha )={\frac {\alpha ^{n}}{\sqrt {n!}}}c_{0}(\alpha )}.
La constante {\displaystyle c_{0}(\alpha )} peut être obtenue en utilisant la condition de normalisation précédente, qui donne alors {\displaystyle \sum _{n=0}^{\infty }{\frac {\left|\alpha \right|^{2n}}{n!}}\left|c_{0}(\alpha )\right|^{2}=\left|c_{0}(\alpha )\right|^{2}\exp {\left(\left|\alpha \right|^{2}\right)}=1}, soit en prenant pour convention de phase que tous les coefficients {\displaystyle c_{n}(\alpha )} sont réels, il vient finalement : {\displaystyle c_{n}(\alpha )={\frac {\alpha ^{n}}{\sqrt {n!}}}\exp {\left(-{\tfrac {\left|\alpha \right|^{2}}{2}}\right)}}.
Le développement de {\displaystyle \left|\alpha \right\rangle } sur la base des états propres {\displaystyle \left|n\right\rangle } s'écrit en définitive sous la forme :
{\displaystyle \left|\alpha \right\rangle =e^{\left(-{\tfrac {\left|\alpha \right|^{2}}{2}}\right)}\sum _{n=0}^{\infty }{\frac {\alpha ^{n}}{\sqrt {n!}}}\left|n\right\rangle }.
Comme {\displaystyle |n\rangle ={\frac {1}{\sqrt {n!}}}\left({\hat {a}}^{\dagger }\right)^{n}|0\rangle }, il est aussi possible d'écrire :
{\displaystyle \left|\alpha \right\rangle =e^{\left(-{\tfrac {\left|\alpha \right|^{2}}{2}}\right)}\sum _{n=0}^{\infty }{\frac {\alpha ^{n}}{n!}}\left({\hat {a}}^{\dagger }\right)^{n}\left|0\right\rangle =e^{\left(-{\tfrac {\left|\alpha \right|^{2}}{2}}\right)}\exp {\left(\alpha {\hat {a}}^{\dagger }\right)}\left|0\right\rangle }.
Il est facile de vérifier que si α = 0 ce développement se réduit à {\displaystyle \left|\alpha =0\right\rangle =\left|0\right\rangle } : l'état fondamental de l'oscillateur harmonique est donc un état cohérent, de valeur propre α = 0.

##### L'état cohérent comme paquet d'onde minimum
Il est facile de démontrer que les états cohérents {\displaystyle |\alpha \rangle } sont paquets d'onde minima, c'est-à-dire qu'ils minimisent les incertitudes (écarts-types en l'espèce) sur la mesure de la position et de l'impulsion : pour tout état cohérent {\displaystyle \Delta x\Delta p={\frac {\hbar }{2}}}.

### Applications
Pour tous les calculs où des particules sont dans un puits de potentiel, l'approximation harmonique est très intéressante (en effet, on remarque que le développement limité à l'ordre 2 d'un puits nous donne une parabole). Par exemple si l'on souhaite étudier un « piège harmonique » à deux dimensions (condensation de Bose-Einstein à 2D) on pourra poser le hamiltonien suivant pour débuter l'étude : {\displaystyle {\hat {H}}=\left({\frac {{\hat {p}}_{x}^{2}+{\hat {p}}_{y}^{2}}{2m}}+{1 \over 2}m\omega ^{2}\left({\hat {x}}^{2}+{\hat {y}}^{2}\right)\right)}

## Généralisation à trois dimensions
Ces calculs pour une seule dimension se généralisent très bien à 3 dimensions. L'hamiltonien est alors simplement sous la forme d'une somme de trois hamiltoniens indépendants, qui sont donc étudiables séparément exactement comme nous l'avons fait précédemment.
| Les énergies accessibles par l'oscillateur sont : {\displaystyle E_{n}=\hbar \omega \left(n+{\frac {3}{2}}\right)} {\displaystyle (n\geq 0)} |

avec {\displaystyle n=n_{x}+n_{y}+n_{z}} : l'énergie dépend de trois nombres quantiques indépendants. Pour une même énergie, il va donc être possible d'imaginer des configurations différentes : les niveaux d'énergie sont dégénérés.
On calcule le nombre de dégénérescences pour le n-ième niveau d'énergie : {\displaystyle g_{n}={\frac {(n+1)(n+2)}{2}}}

## Oscillateur anharmonique
Le modèle harmonique d'un puits de potentiel est certes une approche intéressante et finalement assez simple, mais pour étudier les écarts à l'harmonicité d'un système réel, il va falloir pousser le développement limité du potentiel à un ordre supérieur. On introduit alors un terme perturbatif {\displaystyle W} dans l'hamiltonien puis, à l'aide de la théorie des perturbations stationnaires, on va calculer les nouvelles énergies du système.

### Terme en x3
Si l'on pousse le développement limité du potentiel à l'ordre 3, on obtient le terme perturbatif suivant par rapport à l'oscillateur harmonique : {\displaystyle W=\epsilon \hbar \omega X^{3}} où {\displaystyle \epsilon } est très petit par rapport à 1. Le mouvement de la particule dans un tel potentiel n'est plus tout à fait symétrique. Le calcul théorique des énergies donne alors : {\displaystyle E_{n}=\left(n+{1 \over 2}\right)\hbar \omega -{15 \over 4}\epsilon ^{2}\left(n+{1 \over 2}\right)^{2}\hbar \omega -{7 \over 16}\epsilon ^{2}\hbar \omega +...}
L'utilisation de la méthode des perturbations pour ce calcul impose un résultat approché (correction du deuxième ordre ici). On remarque alors que les niveaux d'énergie ont été abaissés par cette correction. Le calcul des nouvelles fonctions d'onde montre qu'elles sont formées par des couplages entre les anciennes : {\displaystyle \Phi _{n}(x)=\Psi _{n}(x)+\epsilon \left(-\alpha (n)\Psi _{n+1}(x)+\alpha (n-1)\Psi _{n-1}(x)-\beta (n)\Psi _{n+3}(x)+\beta (n-3)\Psi _{n-3}(x)\right)+...}

### Application
Une molécule diatomique dans le modèle harmonique peut absorber et émettre des ondes électromagnétiques à la pulsation {\displaystyle \omega }. Or dans la pratique, on observe d'autres raies absorbées ou émises : le modèle anharmonique permet de bien en rendre compte, puisque d'après la nouvelle expression des fonctions d'onde, deux états {\displaystyle \Phi _{n_{1}}} et {\displaystyle \Phi _{n_{2}}} peuvent être reliés même si {\displaystyle n_{1}} et {\displaystyle n_{2}} différent de plus de 1. La constante {\displaystyle \epsilon } peut ainsi être calculée dans cet exemple en analysant le spectre d'absorption.